# Bahnhof Bouzonville
Der Bahnhof Bouzonville (französisch Gare de Bouzonville, deutsch Bahnhof Busendorf) ist der Bahnhof der französischen Stadt Bouzonville im Département Moselle. Der Bahnhof wird im Personenverkehr nur an Karfreitagen mit Sonderzügen Bouzonville–Dillingen(–Saarbrücken Hbf) bedient.

## Geschichte
Mit der Eröffnung des Streckenabschnittes Teterchen–Kedingen der Bahnstrecke Völklingen–Diedenhofen am 1. Juni 1883 erhielt das damals deutsche Busendorf einen Eisenbahnanschluss. Wie alle Bahnstrecken im Elsass sowie in Lothringen gehörte auch die Strecke Völklingen–Diedenhofen zunächst zur „Eisenbahn in Elsaß-Lothringen“. Eine starke Frequentierung entlang dieser Strecke erforderte deren zweigleisigen Ausbau, was einen nochmaligen Anstieg der Transportlasten mit sich brachte.
Zwischen 1897 und 1901 wurde die in Busendorf von der Strecke Völklingen–Diedenhofen abzweigende Niedtalbahn errichtet, die ebenfalls wie die Hauptstrecke von den Reichseisenbahnen in Elsaß-Lothringen erbaut wurde. Diese als zweigleisige Hauptbahn erbaute Bahnstrecke wurde am 1. Juli 1901 zwischen Dillingen und Busendorf in Betrieb genommen.
Nach dem Ersten Weltkrieg querte zwar die deutsch-französische Grenze zwischen den Stationen Kerprich-Hemmersdorf und Gerstlingen die Niedtalbahn, jedoch bestand weiterhin Personenverkehr zwischen Dillingen und Bouzonville. Nach der Rückgliederung des Saargebietes ins Deutsche Reich am 1. März 1935 begannen die Züge von Dillingen nach Bouzonville bereits in Hemmersdorf, womit in Hemmersdorf umgestiegen werden musste. Während des Zweiten Weltkrieges gab es wieder durchgehenden Verkehr von Dillingen über Bouzonville bis nach Metz.
Der Personenverkehr zwischen Bouzonville und Niedaltdorf wurde nach dem Ende des Zweiten Weltkrieges im Jahre 1945 eingestellt. 1948 wurde die Niedtalbahn aufgrund von Kriegszerstörungen auf eingleisigen Betrieb umgebaut.
Ebenfalls aufgrund der Rückgliederung des Saargebietes verlor auch der Personenverkehr zwischen Völklingen und Thionville allmählich an Bedeutung. Auf deutscher Seite wurde die Strecke bis 2003 größtenteils stillgelegt, auf französischer Seite ist der Streckenabschnitt Falck-Hargarten–Thionville Teil der Verbindung (Sarreguemines–)Béning–Thionville, die heute noch rege im Güterverkehr bedient wird.
1998 fand in Bouzonville zum ersten Mal der Karfreitagsmarkt statt, der seither Zehntausende von Besuchern aus der ganzen Großregion anzieht. Zu diesem Ereignis verkehrten am Karfreitag auch durchgehende Sonderzüge zwischen Dillingen (Saar) und Bouzonville, was seitdem jährlich, mit Ausnahme der 2020 und 2021 während der COVID-19-Pandemie, wiederholt wurde.
Im Jahr 2016 wurde das letzte SNCF-Personenzugpaar zwischen Thionville und Bouzonville eingestellt, zunächst wegen Personalmangel. Letztendlich wurde der Betrieb nie wieder aufgenommen.

## Anlagen

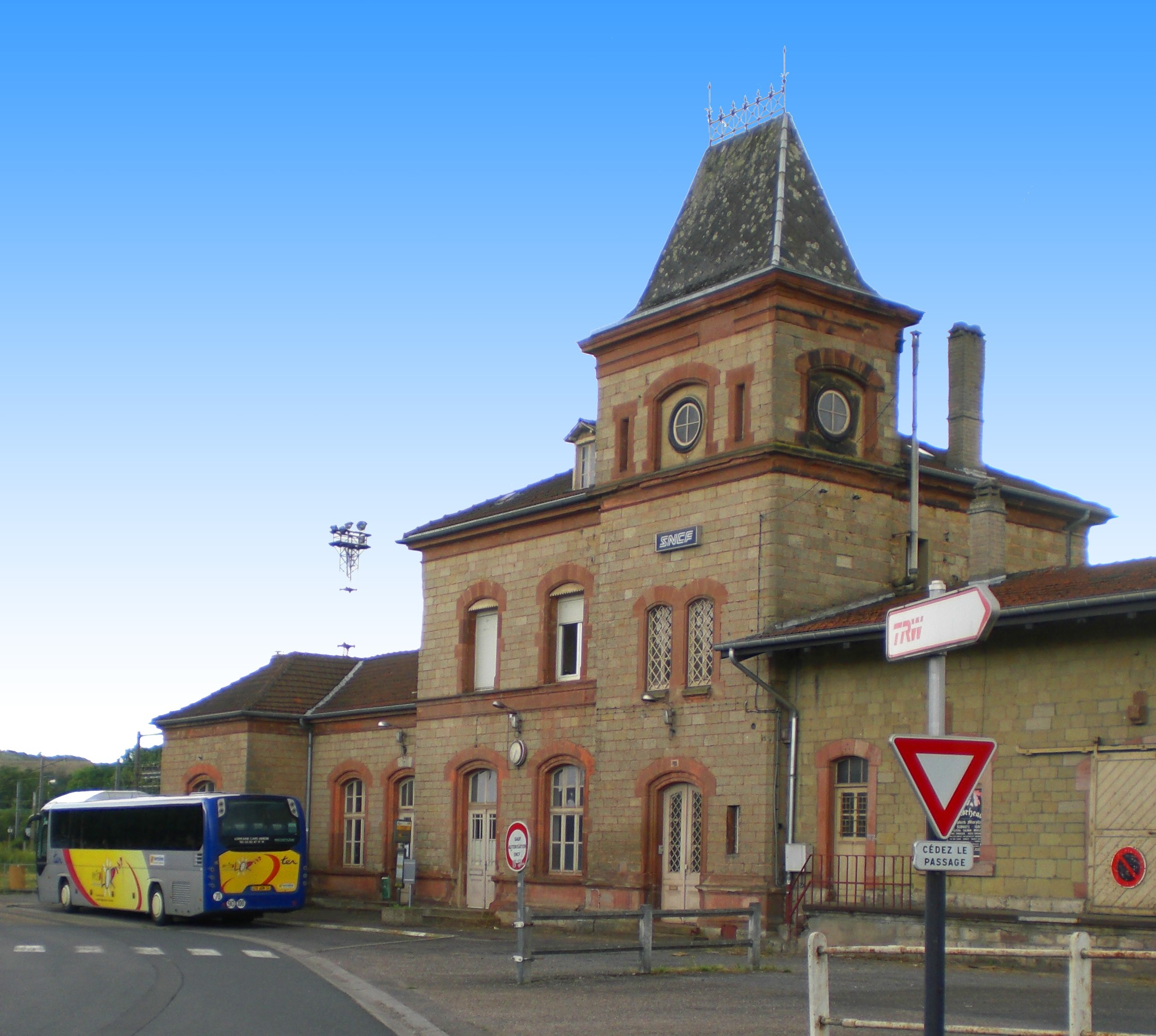
Empfangsgebäude Bouzonville

Das Bahnhofsgebäude des Bahnhofs Bouzonville wird noch heute genutzt. In ihm befinden sich ein Fahrkartenschalter, der jedoch seit 2018 geschlossen ist, und eine Toilette. Das Gebäude ist montags bis freitags zwischen 9:30 Uhr und 12:15 Uhr, sowie 13:30 Uhr und 17:45 Uhr geöffnet, an Wochenenden bleibt das Gebäude geschlossen.
Der Bahnhof von Bouzonville befindet sich bis heute äußerlich weitgehend im Originalzustand. Auf den Bahnsteigen finden sich im Boden noch immer die in deutscher Sprache beschrifteten metallenen Deckel der Kabelstränge, die während der Annexion 1940 bis 1944 von der Reichsbahn neu verlegt wurden.
Der Bahnhof besitzt drei Bahnsteiggleise an einem Haus- und einem Inselbahnsteig und acht Abstellgleise. Ein Großteil der Gleisanlagen wird noch vereinzelt durch Güterzüge genutzt. Die Sonderzüge nach Dillingen fahren vom äußersten Bahnsteiggleis ab, das Zugpaar Thionville–Bouzonville verkehrte in der Regel vom Hausbahnsteig.

## Verkehr
Karfreitags verkehren Sonderzüge. Weiteren Verkehr mit Personenzügen gibt es in Bouzonville nicht mehr.
Seit 1998 verkehren zum Karfreitagsmarkt Sonderzüge zwischen Dillingen (Saar) und Bouzonville. An Karfreitag 2025 verkehrten sechs Zugpaare zwischen etwa 9 Uhr und etwa 18 Uhr, davon einige weiter von und nach Saarlouis Hbf und Saarbrücken Hbf.
Darüber hinaus verkehren Bahnbusse von TER Fluo Grand Est auf der Relation Thionville–Bouzonville–Creutzwald, montags bis freitags etwa sechs pro Richtung, samstags einer (Stand 2024).

## Planungen
Im Jahre 2010 setzte sich der Bürgermeister von Rehlingen-Siersburg gemeinsam mit lothringischen Politikern für eine Reaktivierung der Niedtalbahn und eine Weiterführung der Strecke bis nach Luxemburg ein. Das Projekt wurde bis heute nicht umgesetzt.